# Digitaria nodosa
Digitaria nodosa är en gräsart som beskrevs av Filippo Parlatore. Digitaria nodosa ingår i släktet fingerhirser, och familjen gräs. Inga underarter finns listade i Catalogue of Life.